# Jacob Stjärne
Sven Jacob Stjärne, född 6 juni 1973, är en svensk reklamman.

## Biografi
Stjärne har en examen i marknadsföring och organisationsutveckling från Handelshögskolan i Stockholm. 1995–1996 var Stjärne copywriter på Aestrom & Co och 1996–1997 produktionsassistent på Propaganda Films i Los Angeles. Han arbetade även för Bonnier Datamedia och var där medförfattare till böckerna Surfa@Internet, Nöjen@Internet och Marknadsföring@Internet. Därefter arbetade han på Icon Medialab 1997–1998 och Adera 1998–1999.
Han var 1999 medgrundare till den digitala byrån The Bearded Lady, som ägdes av Paradiset DDB och WM-data, samt medarbetare på Paradiset DDB. År 2004 bytte han stol för att bli marknadsdirektör på mobiloperatören Tre.
År 2005 började han som chef för finländska företaget Satama Interactives marknadsföringstjänster med plats i företagets ledning. År 2009 återvände han till Sverige som projektledare på Åkestam Holst. 2017 lämnande han Åkestam Holst för nystartade NoA-byrån Round & Round där han klev in rollen som affärsstrateg och business director. Stjärne lämnade The North Alliance under 2018 i samband med nedläggningen av Round & Round. Efter en tid på byrån Stendahls utsågs Stjärne år 2020 till managing director för McCann Stockholm, som hösten 2023 i konkurs.

## Familj
Stjärne är son till ingenjör Sven Stjärne och Mona, född Jacobson. Han var tidigare gift med produktionsbolagsdirektören Karin Stjärne Lindström och tillsammans är de föräldrar till barnskådespelarna Tea Stjärne och Polly Stjärne. Han är bror till Hanna Stjärne.